# Houshang Moradi-Kermani

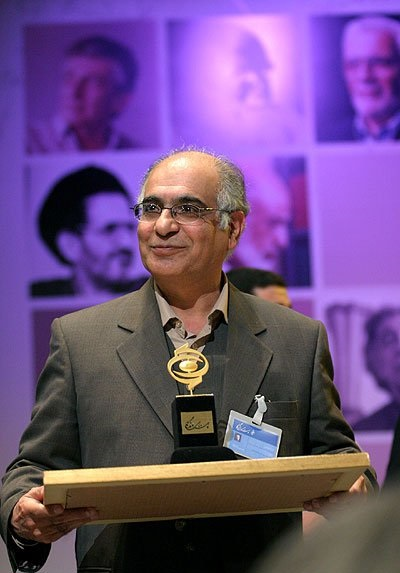

Hushang Moradí Kermaní (Sirch, Irán, 7 de septiembre de 1944) (en persa: هوشنگ مرادی کرمانی‎) es un destacado escritor iraní que escribe mayormente para niños y adolescentes. Nacido en Sirch, un pueblo en la Provincia de Kermán), fue educado en Sirch, Kermán y Teherán.
Muchas películas y series de televisión iraníes se han basado en sus libros. En 2006, Dariush Mehrjui dirigió Mehman-e Maman basada en la novela de Moradi Kermani del mismo título.
Algunos libros de Moradi Kermani han sido traducidos al español, Esperanto, inglés, alemán, francés, neerlandés, árabe, y armenio, por lo que está considerado el autor iraní actual más traducido. Su autobiografía ha sido publicada con el título Shoma ke gharibe nistid (Creerlo o no).
Ha ganado numerosos premios nacionales e internacionales los cuales incluyen diploma honorífico otorgado por el premio Hans Christian Andersen (1980) y el premio de la University of San Francisco al libro del año 2000. 

## Algunos de sus libros
- Cuentos de Madjid (Ghesseh-ha-ye Madjid)
- Chakmeh
- Nakhl
- Dastan-e an khomreh
- Tanour
- Kouzeh
- Mehman-e maaman
- Mosht bar poust
- Shoma ke gharibe nistid